# Berlász Melinda
Berlász Melinda (Károlyi Pálné) (Budapest, 1942. november 14. –) Széchenyi-díjas magyar zenetörténész. A Magyar Alkotóművészek Országos Egyesületének (MAOE) zenei tagozatának elnökségi tagja. A zenetudományok kandidátusa (1995), a Magyar Művészeti Akadémia levelező tagja (2017–).

## Életpályája
1961–1966 között a Liszt Ferenc Zeneművészeti Főiskola zenetudományok szakán tanult, ahol Szabolcsi Bence, Bartha Dénes és Bárdos Lajos tanították. 1966–1967 között a Magyar Tudományos Akadémia Zenetudományi Intézetében ösztöndíjas, 1967–1972 között tudományos segédmunkatárs, 1972 óta tudományos munkatárs, 1994–1998 között tudományos osztályvezető, 1998 óta csoportvezető. 1978–1988 között a Zenetudományi dolgozatok szerkesztője volt. 1988 óta a Magyar zeneszerzők kismonográfia-sorozat szerkesztője. 1994 óta a Zenetudományi Bizottság és a Doktori Tanács zenetudományi szakbizottságának tagja. 2004–2007 között a Magyar Tudományos Akadémia közgyűlési képviselője volt. 2005 óta a Magyar Tudományos Akadémia Dohnányi Archívum vezetője.
Kutatási területe a 20. századi magyar zenetörténet. Lajtha László, Weiner Leó, Veress Sándor és Járdányi Pál életműve.

## Családja
Szülei: dr. Berlász Jenő (1911–2015) történész, könyvtáros és levéltáros, és Juhász Mária (1917–1981). Testvére Berlász Piroska (1940–) könyvtáros, és Berlász Mariann kutató vegyész. Nagyszülei Berlász János Jenő (1885–1963) és Berényi Rozália (1889–1958) voltak. Férje Károlyi Pál (1934–2015) volt. Két lányuk született; Zsuzsanna (1969) és Zsófia (1974).

## Művei
- Berlász Melinda–Demény János–Terényi Ede: Veress Sándor. Tanulmányok; Zeneműkiadó, Bp., 1982
- Iratok a magyar zeneoktatás történetéhez, 1945–1956; összeáll. és szerk. Berlász Melinda, Tallián Tibor; MTA Zenetudományi Intézet, Bp., 1984 (Műhelytanulmányok a Magyar zenetörténethez, 5.)
- Lajtha László; Akadémiai, Bp., 1984 (A múlt magyar tudósai, 12.)
- Emlékeink Weiner Leóról; gyűjt. és szerk. Berlász Melinda; Zeneműkiadó, Bp., 1985
- Iratok a magyar zeneélet történetéhez 1945–1956. 1. köt.;  összeáll. és szerk. Berlász Melinda, Tallián Tibor; MTA Zenetudományi Intézet, Bp., 1985 (Műhelytanulmányok a Magyar zenetörténethez, 7.)
- Iratok a magyar zeneélet történetéhez 1945–1956. 2. köt.;  összeáll. és szerk. Berlász Melinda, Tallián Tibor; MTA Zenetudományi Intézet, Bp., 1985 (Műhelytanulmányok a Magyar zenetörténethez, 8.)
- Hommage á Lajtha. Két írás Lajtha Lászlótól. Emlékfüzet; bev. és szerk. Berlász Melinda; Megyei Művelődési és Ifjúsági Központ, Szombathely, 1988
- Moldvai gyűjtés; gyűjt. és lejegyezte Veress Sándor; szerk. Berlász Melinda és Szalay Olga; Múzsák, Bp., 1989 (Magyar népköltési gyűjtemény, 16.)
- Lajtha László összegyűjtött írásai. Tanulmányok, cikkek, kritikák, előadások és nyilatkozatok; sajtó alá rend., bibliográfia Berlász Melinda; Akadémiai, Bp., 1992
- Vass Lajos emlékezete. Tanulmányok és dokumentumok; szerk. Berlász Melinda; Püski, Bp., 1998
- Járdányi Pál összegyűjtött írásai; közread. Berlász Melinda; MTA Zenetudományi Intézete, Bp., 2000
- Kósa György, 1897–1984; szerk. Berlász Melinda; Akkord, Bp., 2003
- Weiner Leó és tanítványai. Emlékeink Weiner Leóról. Ötven emlékezés; 2., bőv. kiad.; gyűjt. és szerk. Berlász Melinda;Rózsavölgyi, Bp.,  2003
- Kodály Zoltán és tanítványai. A hagyomány és a hagyományozódás vizsgálata két nemzedék életművében; szerk. Berlász Melinda; Rózsavölgyi és Társa, Bp., 2007
- Veress Sándor: Kórusművek I. Gyermek-, női és férfikarok; szerk. Berlász Melinda; Editio Musica Budapest, Bp., 2007
- Veress Sándor: Kórusművek II. Vegyeskarok; szerk. Berlász Melinda; Editio Musica Budapest, Bp., 2010
- Tanulmánykötet Ujfalussy József emlékére. Tanulmányok, emlékírások, hommage-ok; szerk. Berlász Melinda, Grabócz Márta; L'Harmattan, Bp., 2013

## Díjai
- MTA Ifjú Kutatók díja (1973)
- Kiváló Munkáért (1985)
- Veress Sándor-díj (1997, 2002)
- Lajtha László-díj (1998, 2001)
- Szabolcsi Bence-díj (2001)
- Artisjus-díj (2006)
- Széchenyi-díj (2020)